# Klippslemfisk
Klippslemfisk (Dialommus fuscus) är en fiskart som beskrevs av Gilbert, 1891. Klippslemfisk ingår i släktet Dialommus och familjen Labrisomidae. IUCN kategoriserar arten globalt som sårbar. Inga underarter finns listade i Catalogue of Life.